# 北檜山駅

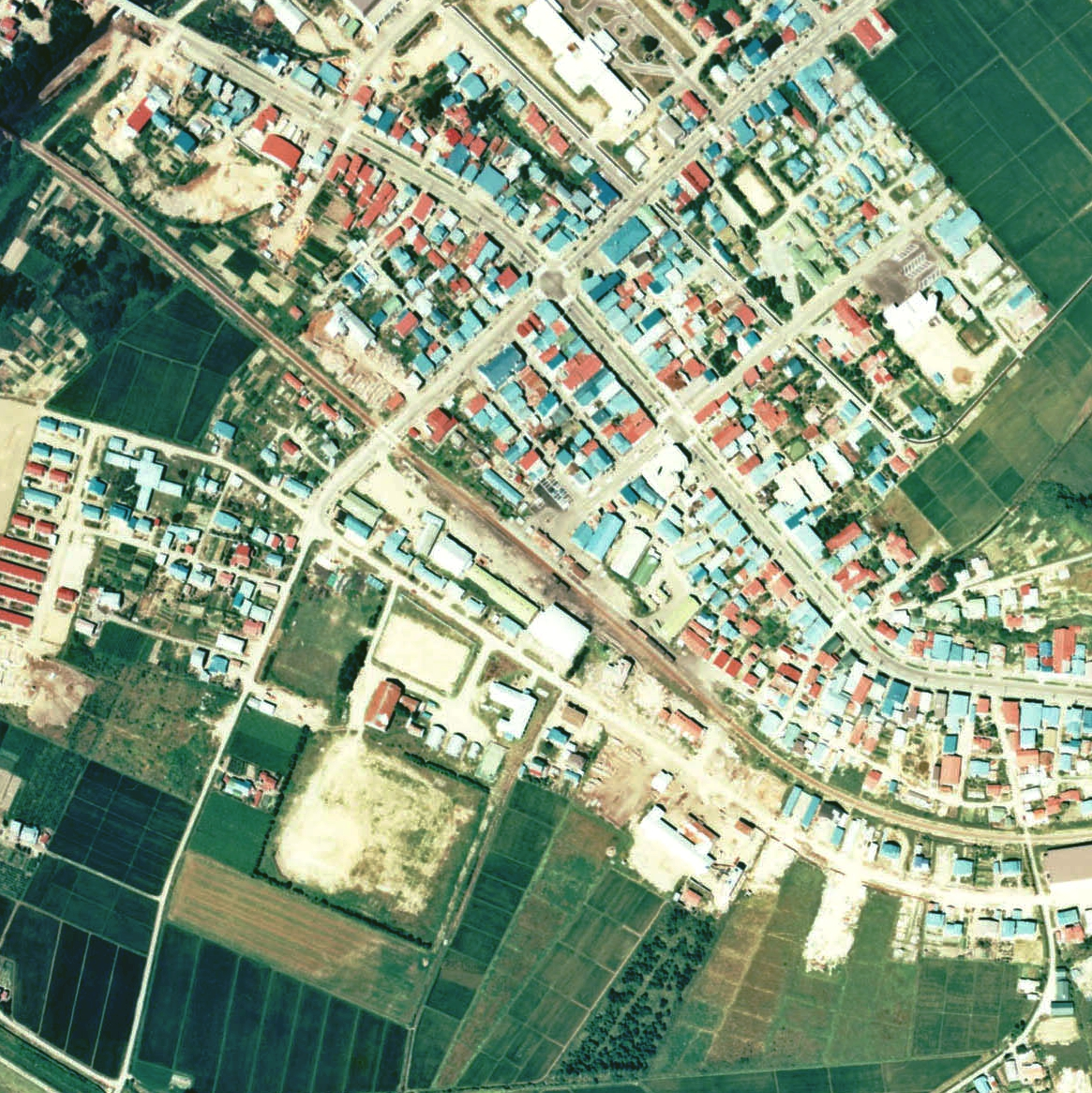
1976年の北檜山駅と周囲約750 m範囲。左が瀬棚方面。

北檜山駅（きたひやまえき）は、北海道瀬棚郡北檜山町字北檜山（現・久遠郡せたな町北檜山区北檜山）にあった日本国有鉄道（国鉄）瀬棚線の駅（廃駅）である。電報略号はキヤ。事務管理コードは▲141608。1984年（昭和59年）まで運行されていた急行「せたな」の停車駅であった。

## 駅構造
廃止時点で、単式ホーム1面1線を有する地上駅であった。ホームは線路の北側（瀬棚方面に向かって右手側）に存在した。旅客列車の発着に使用する駅舎側の本線の南側にホームを有さないかつては副本線であった側線を有し、さらにその側線南側から国縫方に短い側線が1線分岐していた。そのほか国縫方から駅舎側に分岐し駅舎東側の切欠き部分の貨物ホームへの貨物側線を1線有していた。
職員配置駅で、駅舎は構内の北側に位置しホーム中央部分に接していた。開業当初からの駅舎は改築され、赤い屋根の鉄筋コンクリート平屋建てで、玄関が防寒のためにアルミサッシの戸の二重構造を有する建物となっていた。

## 歴史
- 1932年（昭和7年）11月1日 - 鉄道省瀬棚線今金駅 - 瀬棚駅間開通（全通）に伴い東瀬棚駅として開業（一般駅）[3][4]。
- 1966年（昭和41年）10月1日 - 北檜山駅に改称[4][5]。
- 1983年（昭和58年）9月1日 - 貨物取扱い廃止[5]。
- 1984年（昭和59年）2月1日 - 荷物取扱い廃止[5]。
- 1987年（昭和62年）3月16日 - 瀬棚線の廃線に伴い廃止[5]。

### 駅名の由来
当初の駅名「東瀬棚」は当時の所在村名（東瀬棚村）による。その後東瀬棚村は町制施行ののち、1955年（昭和30年）4月1日に太櫓村と合併し北檜山町となり、所在地名も「北檜山町東瀬棚」となっていたが、地元の要望を受け1966年（昭和41年）10月1日に「北檜山」に改称された。

## 利用状況
1981年度の1日乗降客数は521人。

## 駅周辺
- 国道229号・国道230号
- せたな町役場（旧・北檜山町役場）
- せたな警察署
- 北檜山郵便局
- 渡島信用金庫北檜山支店
- 北檜山町農業協同組合（JA北檜山町）
- 北檜山国保病院
- 北檜山温泉
- 後志利別川

## バス路線
函館バスの北桧山出張所が設置される。建物は旧駅舎をそのまま使用している。
- 快速瀬棚号 八雲駅・函館駅方面
- 瀬棚線代替バス 今金町・長万部駅方面、瀬棚上三本杉方面
- 鵜泊団地方面
- 大成学校前・第二富磯方面

## 駅跡
駅構内はバスターミナルとなり、旧駅舎は待合所として利用されている。駅舎内の出札窓口もそのまま使用されている。また線路跡は埋め立てられたが一部残存する。また駅前の倉庫群も残っていた。

## 隣の駅
日本国有鉄道
瀬棚線
丹羽駅 - 北檜山駅 - 瀬棚駅